# Tunnel unter der Toten Weichsel

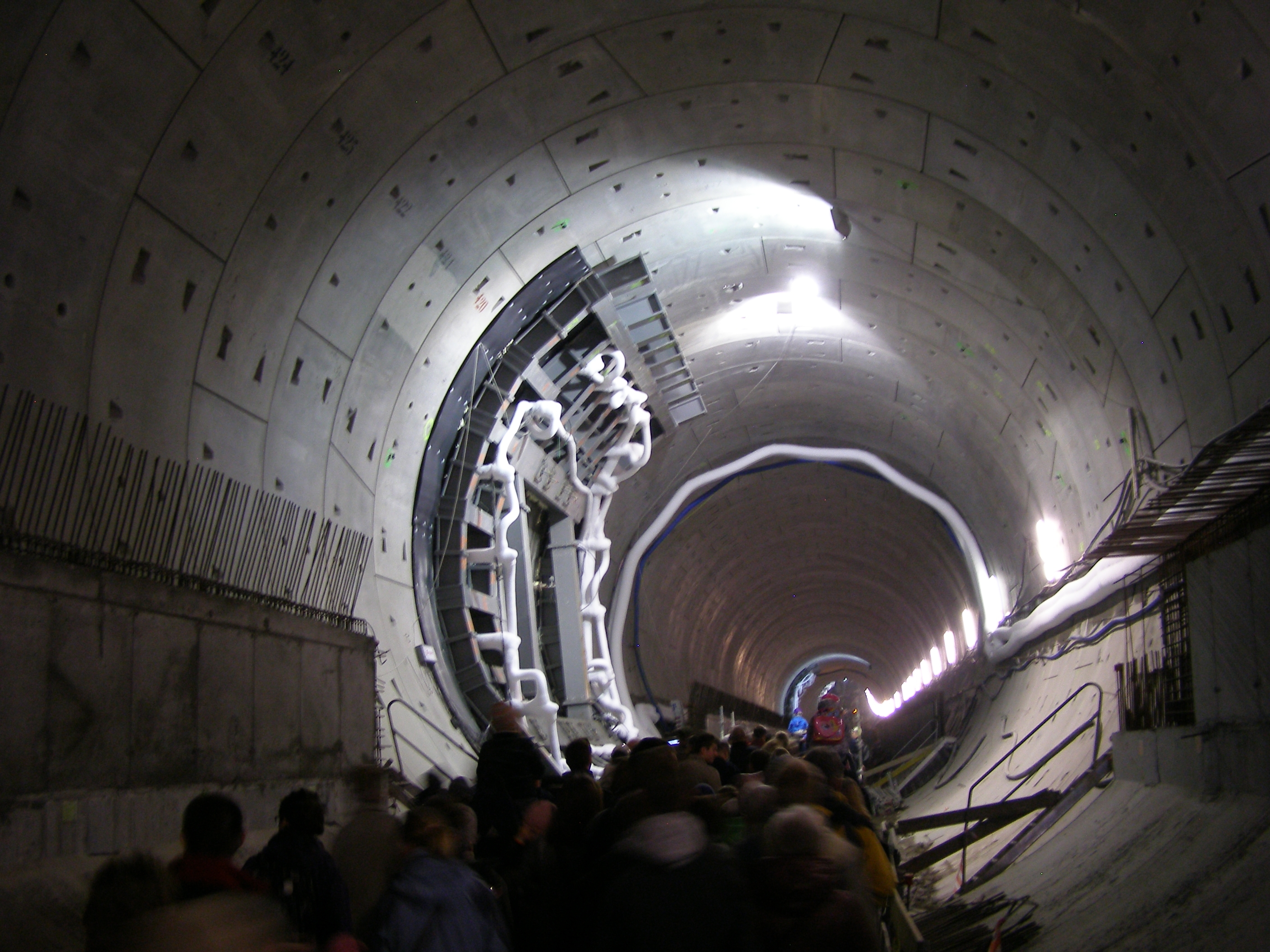
Tunnelbegehung am 19. Oktober 2014, isolierte Kälteleitungen

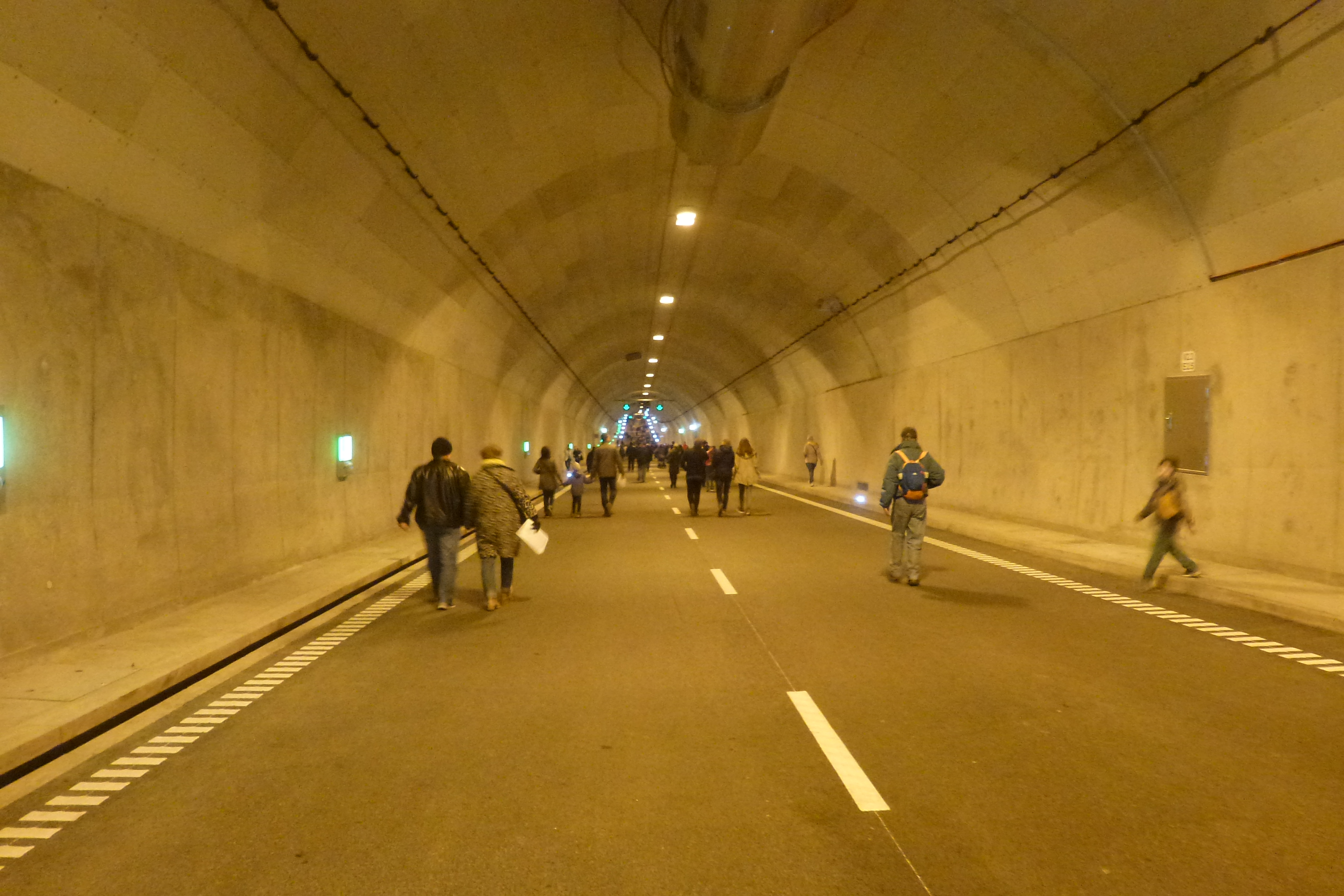
Tunnelbegehung am 23. April 2016

Der Tunnel unter der Toten Weichsel (offiziell Erzbischof-Tadeusz-Gocłowski-Tunnel, polnisch Tunel pod Martwą Wisłą bzw. Tunel im. Ks. Abp. Tadeusza Gocłowskiego) ist ein Straßentunnel unter der Toten Weichsel in Danzig, Polen. Er verbindet den Nordwesten der Stadt mit den Anlagen des Danziger Hafens auf der Wyspa Portowa („Hafeninsel“). Die beiden Tunnelröhren sind 1,38 Kilometer lang und haben jeweils zweispurige Fahrbahnen. Insgesamt hat Bauwerk eine Länge von 2,15 Kilometern. Es ist Teil der Trasa Słowackiego (Słowacki-Trasse), die eine Umfahrung der Innenstadt im Norden und Osten des Stadtbezirks Śródmieście („Stadtmitte“) darstellt.

## Geschichte
Der Bau eines Tunnels zum Danziger Hafen wurde erstmals im Dezember 1964 erörtert. Erneute Pläne wurden erst in der Zeit des demokratischen Polens aufgenommen. Nach der Planungsphase erteilte die städtische Investitionsgesellschaft Gdańskie Inwestycje Komunalne am 14. Oktober 2011 den Bauauftrag. Auftragnehmer war nach Ausscheiden polnischer Partner die spanische Obrascón Huarte Lain (OHL). Die Tunnelbohrmaschine (TBM) wurde von der deutschen Firma Herrenknecht gefertigt. Für die Stahlbeton-Ringsegmente zeichnete die Danziger Przedsiębiorstwo Budowlane Kokoszki der Pekabex-Gruppe verantwortlich.
Die 91 Meter lange Tunnelbohrmaschine mit einem Gewicht von 2200 Tonnen und einer Bohrscheibe mit einem Durchmesser von 12,56 Metern wurde auf dem See- und Landweg nach Danzig geliefert. Die größten Teile kamen am 17. Oktober 2012 auf dem niederländischen Schiff Deo Volente aus Rotterdam an. Nach der Montage im Startschacht begannen am 29. Mai 2013 die Bohrarbeiten an der Südröhre und wurden am 28. Mai 2014 mit der Nordröhre abgeschlossen. Nach einem Wettbewerb hatten die Danziger der Maschine den Namen Damroka nach der Tochter Swantopolks des Großen gegeben. Da sich kein Käufer für sie fand, wurde die TBM 2020 in Danzig verschrottet.
Im Dezember 2015 war die Asphaltierung der Verkehrswege abgeschlossen. Am 19. April 2016 wurde der Tunnel abgenommen und freigegeben. Die feierliche Eröffnung fand am 24. April statt. Während des Baus wurde der Tunnel am 9. Oktober 2013 und 17. Januar 2014 für die Medien geöffnet. Am Tag der offenen Tür am 19. Oktober 2014 besuchten 16.000 Menschen das Bauwerk. Am 23. April 2016 folgten etwa 25.000 Radfahrer, Läufer und Fußgänger einem Orchester.
Am 30. Juni erhielt der Tunnel den Namen des im Mai verstorbenen Danziger Erzbischofs Tadeusz Gocłowski. – Die Investitionskosten beliefen sich auf 885 Millionen Złoty (PLN), von denen 85 Prozent aus dem Infrastrukturfonds der Europäischen Union kamen. – Der Fährverkehr zwischen Nowy Port (Neufahrwasser) und Wisłoujście (Weichselmünde) wurde am 30. Mai 2016 eingestellt.

## Beschreibung
Der Tunnel unter der Toten Weichsel (Nebenarm der Weichsel) in Danzig ist der erste Straßentunnel unter einem Fluss in Polen, der mit einer Tunnelbohrmaschine (TBM) gebaut wurde. Er liegt in einer Tiefe von 9 bis 35 Metern unter Spiegel der Weichsel, die dort etwa 200 Meter breit ist. Die Bohrstrecke hat eine Länge von jeweils 1072,5 Metern. Hinzu kommen die Tunnelköpfe mit Längen von jeweils 112 und 192 Metern. Mit der Ostrampe und einer Strecke von 630 Metern unter dem Kreisverkehr Rondo im. Tadeusza Mazowieckiego hat das Bauwerk eine Gesamtlänge von 2155 Metern.
Das Bohren der südlichen Röhre war am 30. November 2013 abgeschlossen. Nach Inspektion und Revision wurden Bohrschild und Nachläufer gewendet. Nach erneuter Montage wurde am 3. März 2014 mit dem Bohren des nördlichen Röhre begonnen. Je nach Bodenbedingungen bohrte die TBM zwischen 3 und 24 Meter täglich, bei einer Wochenbestleistung von 132 Metern. Sie war gegen eindringendes Grundwasser bis zu vier Bar Druck abgedichtet und konnte starke Gefälle und Steigungen mit vier Prozent fahren. Zwischen Flussbett und Maschine waren streckenweise nur rund sechs Meter Erdreich. 500.000 Tonnen Aushub der Bohrarbeiten mussten abtransportiert werden.
Der Außendurchmesser der Röhren beträgt 12,2 Meter. Die Bohrstrecken sind mit jeweils 537 Ringen ausgekleidet. Jeder Ring ist einschließlich des Schlüsselsegments, aus sieben vorgefertigten Stahlbeton-Tübbings zusammengesetzt und wiegt insgesamt etwa 110 Tonnen. Tunnelstrecke besteht aus 537 Ringen und ist insgesamt 1072,5 m lang. Für die Fertigung von Tübbings wurden rund 47.000 m³ Beton verbraucht.
Von Mai 2014 bis Juni 2015 wurden die Röhren mit sieben Querpassagen verbunden. In einem Abstand von 170 bis 180 haben diese eine Länge von 12 Metern und sind 4,1 Meter hoch sowie 3,6 Meter breit. Sie dienen bei Unfällen der Evakuierung. Vor dem herausbrechen der Passagen wurde der Boden zwischen den Röhren auf eine Temperatur von minus 35 Grad Celsius eingefroren.
In jeder Röhre gibt es zwei Fahrspuren im Einbahnverkehr. Die Verwaltung des Tunnels wurde von der Danziger Straßen- und Grünbehörde übernommen. Der Tunnel wird rund um die Uhr mit Hilfe von 120 Kameras überwacht. Das Kontrollzentrum liegt an der Westseite.